# (17220) Johnpenna
(17220) Johnpenna (2000 CX26) – planetoida z pasa głównego asteroid okrążająca Słońce w ciągu 3,44 lat w średniej odległości 2,28 j.a. Odkryta 2 lutego 2000 roku.